# Варваринское акционерное общество домовладельцев
Варваринское акционерное общество домовладельцев — одна из первых в Москве компаний, для которой строительство недвижимости было основным видом деятельности. 

## История
Было создано 6 сентября 1897 года.  Учредителями компании стали три московских миллионера — Александр Иванович Шамшин, Александр Данилович Шлезингер и Семён Васильевич Лепёшкин, имевшие влияние в деловых кругах Москвы:
- А. И. Шамшин являлся директором меднопрокатного и кабельного заводов, а также золотоканительной фабрики и фабрики по производству электрических лампочек. Кроме предпринимательства занимался общественной деятельностью — был депутатом Московской городской думы и значился в попечительских советах нескольких учебных заведений Москвы.
- А. Д. Шлезингер был председателем правления московского «Купеческого банка».
- С. В. Лепешкин, происходивший из старинной купеческой семьи, был предпринимателем — одним из учредителей и директоров «Московского товарищества механических изделий». Также занимался общественной деятельностью — состоял гласным Московской городской думы, был почётным членом «Общества для пособия нуждающимся студентам Московского университета».

Также «Варваринское акционерное общество домовладельцев» приобретало имеющуюся в городе недвижимость и осуществляло её эксплуатацию. Общество имело огромный капитал, который вкладывало в строительство богатых доходных домов, оснащенных всеми имеющимися на то время техническими новшествами. На него работали такие архитекторы, как Д. В. Стерлигов, Р. И. Клейн, А. В. Иванов, П. А. Трубников. В 1898 году в нынешнем Пожарском переулке по проекту Александра Васильевича Иванова был построен один из корпусов огромного доходного дома «Варваринского акционерного общества», который стал знаменит и своими жильцами. 
Здесь жили:
- в 1901 году — учёный-историк М. В. Довнар-Запольский, профессор Московского университета А. И. Абрикосов, ученый-экономист А. А. Мануйлов;
- в 1903—1904 годах — инженер В. Г. Шухов;
- с осени 1903 года в квартире 81 жил Гирша Германович Эренбург с семьёй, включая Илью Эренбурга. Здесь 1 ноября 1907 года провели обыск;
- в 1906—1911 годах — профессор Московской консерватории А. А. Ярошевский;
- в 1910—1911 годах — художник и архитектор В. П. Дриттенпрейс;
- в 1913—1915 годах — редактор журнала «Математическое обозрение» И. И. Чистяков;
- в 1915—1940 годах — учёный-биолог, основоположник российской экспериментальной биологии Н. К. Кольцов;
- в 1924—1947 годах — учёный-историк В. И. Пичета.